# Eburodacrys costai
Eburodacrys costai là một loài bọ cánh cứng trong họ Cerambycidae.